# 페티코트 브리치즈

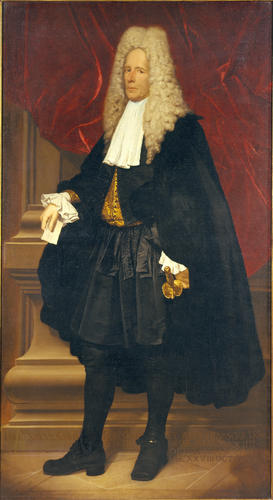

페티코트 브리치즈(Petticoat breeches)는 남성용 반바지이다. 다리 부분이 헐렁한 스커트 모양이며, 장식이 달려 있다. 1650년경부터 1680년경까지 프랑스, 영국에서 착용했다. 랭그라브 라고도 하며 짧은 스커트나 디바이디드 스커트와 같은 형태로 허리둘레와 도련의 양옆에 화려한 색의 리본다발을 붙여서 17세기 남성복의 과장된 바로크 스타일의 본보기가 되었다.